# 川辺英一郎
川辺 英一郎（かわべ えいいちろう）は、日本の内閣府官僚、エコノミスト。内閣官房内閣審議官兼領土・主権対策企画調整室長、経済社会総合研究所経済統計情報システム分析官などを経て、城西大学経済学部教授。

## 人物・経歴
1981年筑波大学附属駒場高等学校卒業。1986年東京大学教養学部基礎科学科第一卒業。1988年東京大学大学院理学系研究科相関理化学専攻修士課程修了、理学修士、経済企画庁入庁、調整局国際経済第二課。1990年国土庁計画・調整局計画課。1992年経済企画庁調査局海外調査課専門調査員。1996年ウォーリック大学大学院経済学研究科修士課程修了、MSc. in Ecnomics、経済企画庁総合計画局副計画官（計量分析一般担当）。
1998年経済企画庁調整局調整課課長補佐（市場アクセス対策）。2000年世界銀行シニアエコノミスト。2002年内閣府大臣官房企画調整課課長補佐。2004年政策研究大学院大学准教授、経済産業研究所コンサルティング・フェロー。2007年内閣府大臣官房管理室長、内閣府大臣官房参事官。2008年内閣府国民生活局消費者調整課長。同年内閣府国民生活局消費者企画課長。2009年消費者情報課長。2010年消費者庁地方協力課長。
同年リコー経済社会研究所主任研究員（人事院人材局交流派遣専門員）。2013年内閣府参事官（地域担当）（政策統括官（経済財政分析担当）付）。2014年内閣官房内閣参事官（内閣官房副長官補付）、内閣官房日本経済再生総合事務局参事官。同年内閣府参事官（総括担当）（政策統括官（経済財政運営担当）付）、内閣府大臣官房参事官。2015年国民生活センター理事。
2017年金融庁総合政策局参事官。2020年内閣官房内閣審議官（内閣官房副長官補付）、内閣官房領土・主権対策企画調整室長兼内閣広報室。2021年内閣官房重要土地等調査法施行準備室次長。2022年内閣府経済社会総合研究所経済統計情報システム分析官。2023年定年退職、城西大学経済学部経済学科教授、城西大学大学院経済学研究科教授。

## 共著
- 『貧困削減と世界銀行: 9月11日米国多発テロ後の大変化』日本貿易振興機構アジア経済研究所  2004年

## 共訳書
- OECD編『OECD日本経済白書2007』中央経済グループパブリッシング 2007年